# Rafaela Rada
Rafaela Rada Herrera (La Paz, 24 de abril de 1979) es una ilustradora, guionista e historietista autodidacta boliviana.

## Inicios
Rada desarrolló sus capacidades en la ilustración y la historieta de manera independiente, junto al historietista Marco Guzmán fundaron la revista Trazo tóxico en la década de los 2000.

## Historieta en Bolivia
Rada fue parte de un movimiento relacionado con la historieta en Bolivia nacido alrededor de 1999, aunque no fue parte de los colectivos que en algún momento dominaron la escena de la historieta en Bolivia.
Rada contaba, hasta 2017, con al menos 46 publicaciones junto a la editorial Axcido, que coordina junto a su compañero creativo Corven Icenail.

## Obra
Rada ha trabajado ampliamente con ilustraciones sobre personajes de la cultura local, fanarts y personajes de fantasía, realiza ilustraciones a pedido a la par que desarrolla proyectos personales inspirados en temas de caractér histórico o social. Su estilo incluye influencias del manga y el estilo americano. Entre sus obras se encuentran publicaciones con temas como la Guerra del Chaco, el periodo de represión del gobierno dictatorial de Luis García Mesa, así como temáticas con ligeras referencias autobiográficas como Soy Dibujante. Rada junto a un grupo amplio de artistas dio apoyo a la artista Rilda Paco en el caso de la polémica sobre una ilustración de la virgen del Socavón en 2018 ha participado con la ilustración de numerosos proyectos, entre ellos un estudio de Lourdes Belsy sobre la obra de Alison Spedding y la Revista Andamios. Artistas bolivianos como Álvaro Ruilova reconocen que Rada podría ser una de las pocas historietistas en Bolivia que vive exclusivamente del arte un logro del que pocos artistas en Bolivia pueden preciarse.
En 2015, la novela gráfica Boquerón fue una de las obras de cómic más vendidas en la Feria Internacional del libro de La Paz.
Entre sus publicaciones se encuentran:
- In nomine Aquella jaula llamada vida 2011
- In nomine Una última sonata de la oscuridad eterna
- Mi dulce, dulce Lolita
- Soy Dibujante
- La Dictadura y sus víctimas, novela gráfica 2017